# Echyra semissaria
Echyra semissaria är en skalbaggsart som beskrevs av Marc Lacroix 1997. Echyra semissaria ingår i släktet Echyra och familjen Melolonthidae. Inga underarter finns listade i Catalogue of Life.